# كهف جامعة البترول والمعادن
كهف جامعة البترول والمعادن هو عبارة عن كهف بجامعة الملك فهد للبترول والمعادن بمحافظة الظهران بالسعودية.

## الإكتشاف
اكتُشف كهف جامعة الملك فهد للبترول والمعادن، من قبل الفريق المشترك لخبراء الكهوف من جامعة الملك فهد للبترول والمعادن والأكاديمية النمساوية للعلوم، في ثمانينيات القرن العشرين.

## التضاريس
يتراوح عرضه ما بين متر و10 متر، وارتفاعه ما بين 70سم و5.4 متر، وتصل درجة حرارة الكهف إلى 21 درجة مئوية، ونسبة الرطوبة 70%.